# مارفن بيرت
مارفن بيرت (بالإنجليزية: Marvin Burt)‏ هو قاضي وسياسي أمريكي، ولد في 20 نوفمبر 1905، وتوفي في 14 أكتوبر 1983. حزبياً، نشط في الحزب الجمهوري. وقد انتخب عضو مجلس نواب إلينوي.